# Yanina Karolchyk-Pravalinskaya
Yanina Karolchyk-Pravalinskaya (Hrodna, 26 de dezembro de 1976) é uma atleta e campeã olímpica bielorrussa especializada no arremesso de peso.
Conquistou a medalha de ouro em Sydney 2000 com um arremesso de 20,56 m. Em 2001, adicionou ao título olímpico o título mundial, ao vencer a prova no Campeonato Mundial de Atletismo de Edmonton, no Canadá, com a marca de 20,61 m, seu recorde pessoal.
Em junho de 2003, durante a disputa de um torneio na Alemanha, Karolchyk-Pravalinskaya testou positivo para o esteroide clenbuterol, sendo suspensa por dois anos pela Federação Internacional de Atletismo e deixando de participar de Atenas 2004.
Sua melhor marca para a prova em nove anos, depois de cumprir a suspensão, foi conseguida em 2010, em Minsk, 19,95 m. Ela é casada com o cantor bielorrusso Uladzimer Pravalinski, de quem adicionou o sobrenome.